# Cold Roses
Cold Roses è il sesto album discografico in studio da solista del musicista statunitense Ryan Adams, pubblicato nel 2005, accreditato come Ryan Adams and The Cardinals.

## Tracce
Disco 1
1. Magnolia Mountain – 5:53
2. Sweet Illusions – 5:02
3. Meadowlake Street – 4:29
4. When Will You Come Back Home – 4:52
5. Beautiful Sorta – 3:01
6. Now That You're Gone – 3:52
7. Cherry Lane – 4:32
8. Mockingbird – 4:47
9. How Do You Keep Love Alive – 3:12

Disco 2
1. Easy Plateau – 5:12
2. Let It Ride – 3:24
3. Rosebud – 2:56
4. Cold Roses – 4:36
5. If I Am a Stranger – 4:39
6. Dance All Night – 3:15
7. Blossom – 3:15
8. Life Is Beautiful – 4:29
9. Friends – 4:45